# Hockey sur glace en Suisse
Le hockey sur glace est un sport majeur en Suisse.

## Fédération
Le hockey sur glace est géré en Suisse par la Fédération suisse de hockey sur glace (ou Swiss Ice Hockey Federation), fondée le 23 novembre 1908. La Suisse est l'une des nations fondatrices de la Fédération internationale de hockey sur glace. En 2018, on comptait 27 500 licenciés au hockey sur glace dont 1 700 femmes.

## Popularité

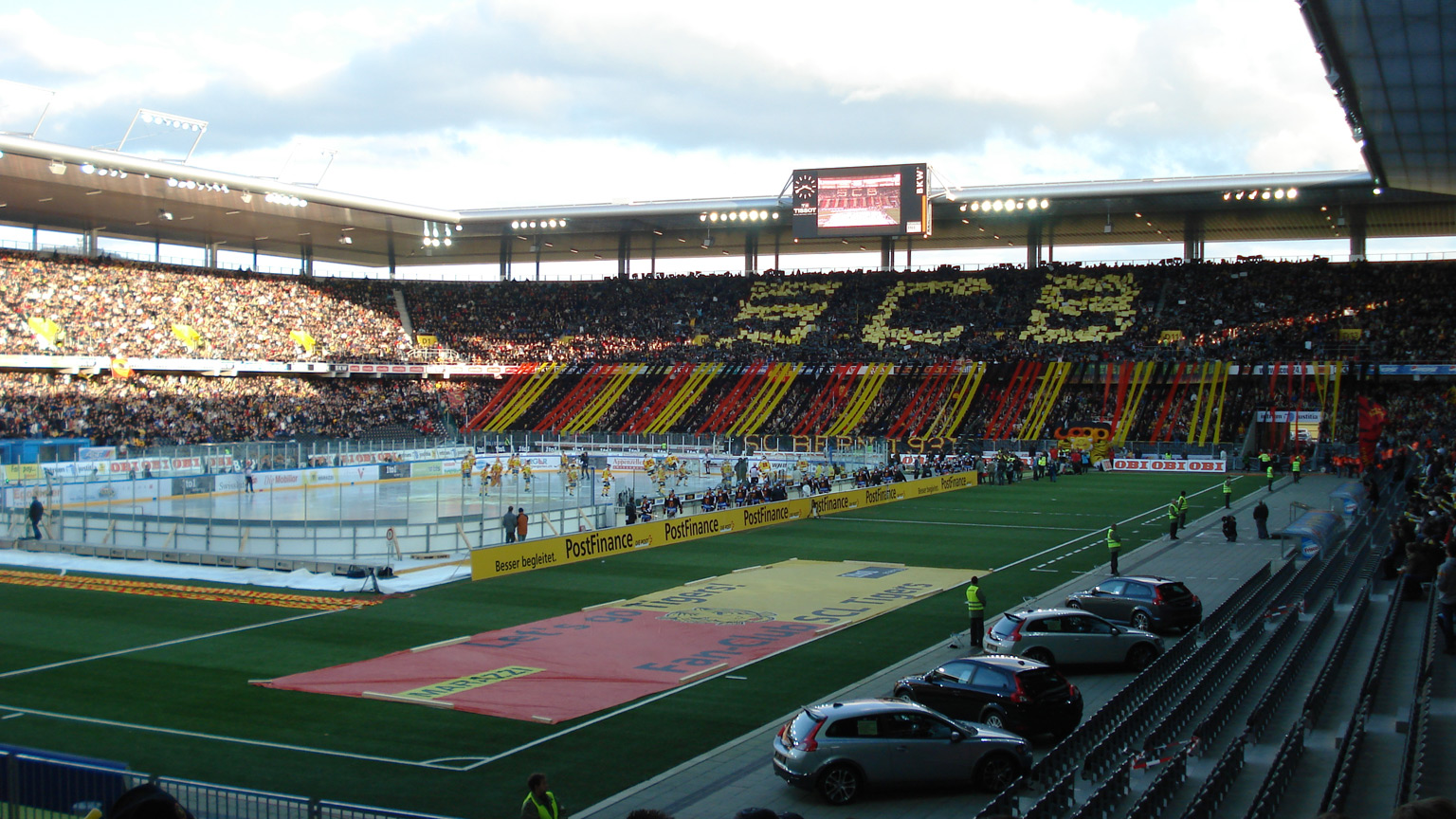
30000 spectateurs au Stade de Suisse pour un match entre les SCL Tigers et le CP Berne.

Le hockey sur glace est un des sports les plus populaires en Suisse, pouvant même rivaliser avec le football.
La National League est le championnat de hockey sur glace le plus populaire en Europe avec en moyenne de plus de 6 800 spectateurs.

## Compétitions

### Nationales
Le championnat national est organisé depuis 1908 (remporté par le HC Bellerive Vevey), le record de titres étant détenu par le HC Davos (31 titres).

### Internationales
- La Coupe Spengler est organisée à Davos chaque année depuis 1923.
- Championnats du monde organisés en Suisse : 1935, 1939, 1953, 1961, 1971, 1990, 1998 et 2009 ; 2020 annulé en raison de la pandémie de Covid-19
- Tournois olympiques organisés en Suisse : 1928 et 1948

## Sélections nationales

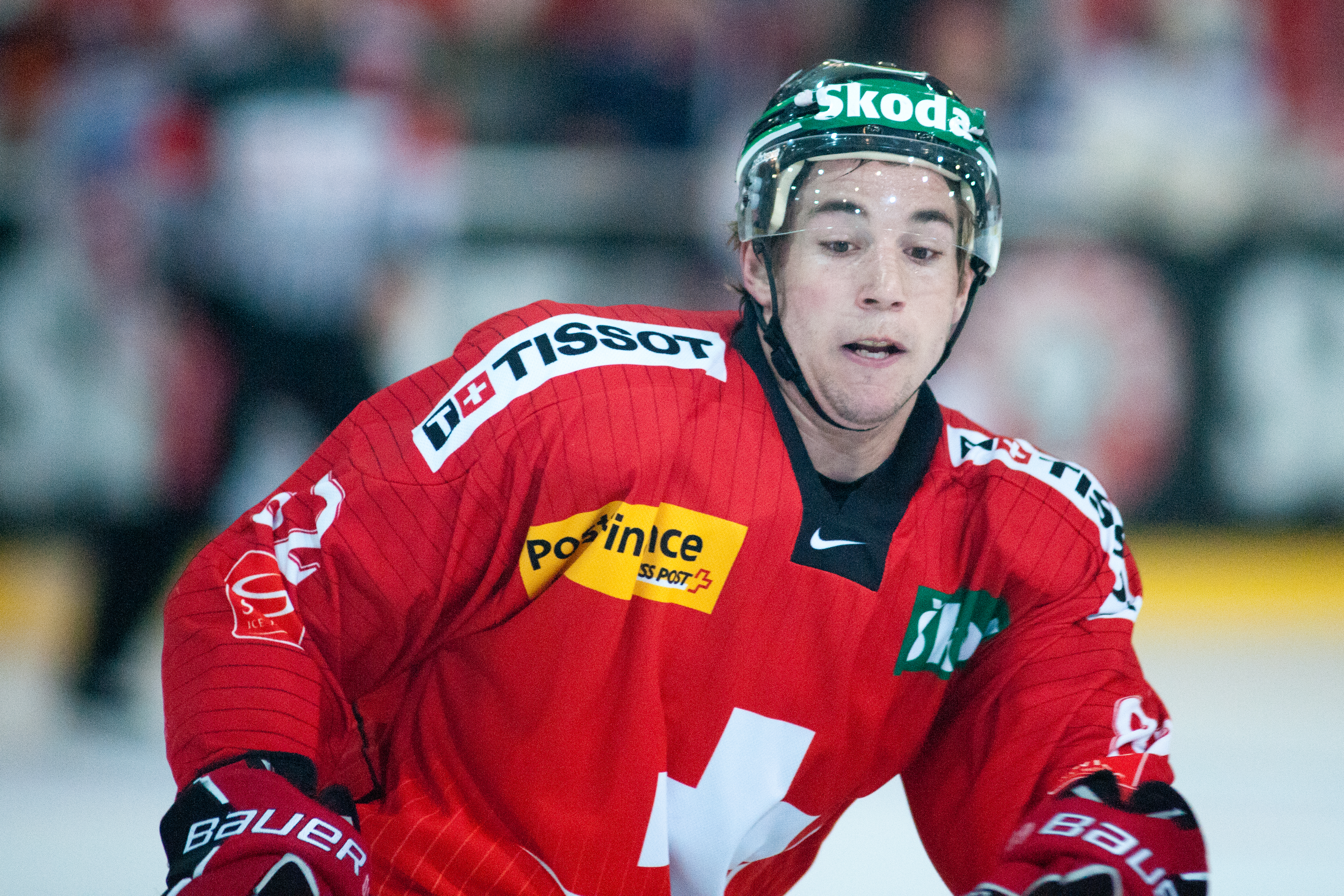
Simon Moser sous le maillot suisse.

L'équipe de Suisse de hockey sur glace masculine pointe actuellement à la 7e place mondiale au classement IIHF 2018 et l'équipe féminine à la 6e place mondiale. Les deux formations évoluent dans le groupe élite.
De par ses résultats en tournois internationaux, la Suisse est généralement considérée comme l'une des huit meilleures nations.

## Palmarès international

### Participations
- 1re participation aux championnats d'Europe : 1910 (1re édition)
- 1re participation aux championnats du monde : 1930 (1re édition)
- 1re participation aux Jeux olympiques : 1920 (1re édition)

### Titres
- Seniors masculins
  - 1 médaille d'or aux championnats d'Europe (1926)
  - 4 médaille de bronze aux championnats d'Europe (1922, 1924, 1925 et 1932)
  - 5 médailles d'argent aux championnats du monde (1935, 2013, 2018, 2024 et 2025)
  - 6 médailles de bronze aux championnats du monde (1930, 1937, 1939, 1950, 1951 et 1953)
  - 2 médailles de bronze aux Jeux olympiques (1928 et 1948)
- Seniors féminines :
  - 1 médaille de bronze aux Jeux olympiques (2014)
  - 1 médaille de bronze aux championnats du monde féminin (2013)
  - 1 médaille de bronze au championnat d'Europe féminin (1995)
- Clubs :
  - 3 titres de champions d'Europe (ZSC Lions en 2009 et 2025, Genève-Servette HC en 2024)
  - 4 Coupe continentale (HC Ambrì-Piotta en 1999 et 2000, ZSC Lions en 2001 et 2002).
  - 1 Coupe Victoria (ZSC Lions, 2009)

## Matches contre des équipes de la LNH
Depuis que les équipes de la Ligue nationale de hockey (LNH) nord-américaine rencontrent des formations européennes, elles ont déjà affronté plusieurs fois des clubs helvétiques, chaque fois en Suisse :
| Année             | Lieu                     | Équipe à domicile | Équipe visiteuse       | Score     | Assistance |
| ----------------- | ------------------------ | ----------------- | ---------------------- | --------- | ---------- |
| 30 septembre 2008 | PostFinance Arena, Berne | CP Berne          | Rangers de New York    | 1-8       | 16 022     |
| 28 septembre 2009 | Hallenstadion, Zurich    | HC Davos          | Blackhawks de Chicago  | 2-9       | 7 252      |
| 29 septembre 2009 | Hallenstadion, Zurich    | ZSC Lions         | Blackhawks de Chicago  | 2-1       | 9 744      |
| 3 octobre 2011    | Bossard Arena, Zoug      | EV Zoug           | Rangers de New York    | 8-4       | 7 015      |
| 1er octobre 2018  | PostFinance Arena, Berne | CP Berne          | Devils du New Jersey   | 2-3 a. p. | 17 031     |
| 30 septembre 2019 | Vaudoise aréna, Lausanne | Lausanne HC       | Flyers de Philadelphie | 4-3       | 9 600      |
| 3 octobre 2022    | PostFinance Arena, Berne | CP Berne          | Predators de Nashville | 3-4       | 17 031     |